# Lista siturilor arheologice din județul Timiș - F
Lista siturilor arheologice din județul Timiș - F conține toate siturile arheologice din județul Timiș înscrise în Repertoriul Arheologic Național (RAN) și aflate în localități al căror nume începe cu litera F. RAN este administrat de Ministerul Culturii și Patrimoniului Național și cuprinde date științifice, cartografice, topografice, imagini și planuri, precum și orice alte informații privitoare la zonele cu potențial arheologic, studiate sau nu, încă existente sau dispărute.
Puteți căuta un sit din localitățile care încep cu litera F folosind formularul de mai jos sau puteți naviga prin toate siturile din județ la Lista siturilor arheologice din județul Timiș.
| Cod RAN                                | Denumire | Localitate                   | Adresă                          | Datare                    | Descoperit | Coordonate                                    | Imagine           | Erori            |
| -------------------------------------- | --- | ---------------------------- | ------------------------------- | ------------------------- | ---------- | --------------------------------------------- | ----------------- | ---------------- |
| 156810.01.01 (Cod LMI: TM-I-s-A-06059) | Cetatea medievală de la Făget - Cetate / ansamblu anonim (Categorie: locuire civilă) (Tip: Cetate de piatră și Fortificație de pământ) | oraș Făget                   | Cetate                          | sec. XVI - XVII           |            | 45°51′58″N 22°10′26″E / 45.86611°N 22.17389°E | Încărcați imagine | Raportați eroare |
| 156810.02.01                           | Fortificația medievală de la Făget / ansamblu anonim (Categorie: fortificație) (Tip: Fortificație)                                     | oraș Făget                   |                                 | sec. X -XIII              |            |                                               | Încărcați imagine | Raportați eroare |
| 157013.01.01                           | Tell-ul de la Foeni - "Cimitirul ortodox" / ansamblu anonim (Categorie: locuire civilă) (Tip: Tell)                                    | sat Foeni, comuna Foeni      | Cimitirul ortodox               | Foeni                     |            |                                               | Încărcați imagine | Raportați eroare |
| 157013.01.02                           | Tell-ul de la Foeni - "Cimitirul ortodox" / ansamblu anonim (Categorie: locuire civilă) (Tip: Tell)                                    | sat Foeni, comuna Foeni      | Cimitirul ortodox               | Gornea-Orlești            |            |                                               | Încărcați imagine | Raportați eroare |
| 157013.01.03                           | Tell-ul de la Foeni - "Cimitirul ortodox" / ansamblu anonim (Categorie: locuire civilă) (Tip: Fortificație cu val)                     | sat Foeni, comuna Foeni      | Cimitirul ortodox               | sec.XII-XIII d.Chr        |            |                                               | Încărcați imagine | Raportați eroare |
| 157013.01.04                           | Tell-ul de la Foeni - "Cimitirul ortodox" / ansamblu anonim (Categorie: locuire civilă) (Tip: așezare)                                 | sat Foeni, comuna Foeni      | Cimitirul ortodox               | sec.XVII d.Chr.           |            |                                               | Încărcați imagine | Raportați eroare |
| 155573.01.01                           | Movila de epocă neprecizată de la Fădimac-Gomila Mare / ansamblu anonim (Categorie: neprecizată) (Tip: Movilă)                         | sat Fădimac, comuna Balinț   | Gomila Mare                     |                           |            |                                               | Încărcați imagine | Raportați eroare |
| 156810.03.01                           | Așezarea de epoca bronzului de la Făget / ansamblu anonim (Categorie: locuire) (Tip: așezare)                                          | oraș Făget                   |                                 | mil.II î.Chr.             |            |                                               | Încărcați imagine | Raportați eroare |
| 157718.01.01                           | Valul roman de la Fibiș-Maghiarod Pusta și Valea Borduș / ansamblu anonim (Categorie: fortificație) (Tip: Val de pământ)               | sat Fibiș, comuna Fibiș      | Maghiarod Pusta și Valea Borduș |                           |            |                                               | Încărcați imagine | Raportați eroare |
| 157718.02.01                           | Valul roman de la Fibiș-Răchiți / ansamblu anonim (Categorie: fortificație) (Tip: Val de pământ)                                       | sat Fibiș, comuna Fibiș      | Răchiți                         |                           |            |                                               | Încărcați imagine | Raportați eroare |
| 157718.03.01                           | Mănăstirea ortodoxă de epocă medievală de laFibiș-"Apa Neagră" / ansamblu anonim (Categorie: construcție cult) (Tip: Mănăstire)        | sat Fibiș, comuna Fibiș      | Apa Neagră                      |                           |            |                                               | Încărcați imagine | Raportați eroare |
| 158289.01.01                           | Descoperirea funerară de la Ficățar-Gomila / ansamblu anonim (Categorie: decoperire funerară) (Tip: Movilă)                            | sat Ficătar, comuna Racovița | Gomila                          |                           |            |                                               | Încărcați imagine | Raportați eroare |
| 157013.02.01                           | Tell-ul de epoca bronzului de la Foeni-Gomila Lupului / ansamblu anonim (Categorie: locuire) (Tip: Tell)                               | sat Foeni, comuna Foeni      | Gomila Lupului                  | mil.II î.Chr.             |            |                                               | Încărcați imagine | Raportați eroare |
| 157013.02.02                           | Tell-ul de epoca bronzului de la Foeni-Gomila Lupului / ansamblu anonim (Categorie: locuire) (Tip: Tell)                               | sat Foeni, comuna Foeni      | Gomila Lupului                  | mil.II î.Chr.             |            |                                               | Încărcați imagine | Raportați eroare |
| 157013.03.01                           | Situl arheologic de la Foeni-Sălaș / ansamblu anonim (Categorie: locuire) (Tip: așezare)                                               | sat Foeni, comuna Foeni      | Sălaș                           | Starčevo-Criș - faza II   |            |                                               | Încărcați imagine | Raportați eroare |
| 157013.03.02                           | Situl arheologic de la Foeni-Sălaș / ansamblu anonim (Categorie: locuire) (Tip: așezare)                                               | sat Foeni, comuna Foeni      | Sălaș                           | mil.II î.Chr.             |            |                                               | Încărcați imagine | Raportați eroare |
| 157013.03.03                           | Situl arheologic de la Foeni-Sălaș / ansamblu anonim (Categorie: locuire) (Tip: așezare)                                               | sat Foeni, comuna Foeni      | Sălaș                           | mil.II î.Chr.             |            |                                               | Încărcați imagine | Raportați eroare |
| 157013.03.04                           | Situl arheologic de la Foeni-Sălaș / ansamblu anonim (Categorie: locuire) (Tip: așezare)                                               | sat Foeni, comuna Foeni      | Sălaș                           | Basarabi sec.VII-VI î.Chr |            |                                               | Încărcați imagine | Raportați eroare |
| 157013.03.05                           | Situl arheologic de la Foeni-Sălaș / ansamblu anonim (Categorie: locuire) (Tip: așezare)                                               | sat Foeni, comuna Foeni      | Sălaș                           | sec.IV d.Chr.             |            |                                               | Încărcați imagine | Raportați eroare |
| 157013.04.01                           | Situl arheologic de la Foeni-Stația de Gaz / ansamblu anonim (Categorie: locuire) (Tip: așezare)                                       | sat Foeni, comuna Foeni      | Stația de Gaz                   | Starcevo - Criș           |            |                                               | Încărcați imagine | Raportați eroare |
| 157013.04.02                           | Situl arheologic de la Foeni-Stația de Gaz / ansamblu anonim (Categorie: locuire) (Tip: așezare)                                       | sat Foeni, comuna Foeni      | Stația de Gaz                   | mil.II î.Chr.             |            |                                               | Încărcați imagine | Raportați eroare |
| 157013.04.03                           | Situl arheologic de la Foeni-Stația de Gaz / ansamblu anonim (Categorie: locuire) (Tip: așezare)                                       | sat Foeni, comuna Foeni      | Stația de Gaz                   | sec.II-III d.Chr.         |            |                                               | Încărcați imagine | Raportați eroare |
| 157013.05.01                           | Situl arheologic de la Foeni-Odaia Noua / ansamblu anonim (Categorie: locuire) (Tip: așezare)                                          | sat Foeni, comuna Foeni      | Odaia Nouă                      | Coțofeni                  |            |                                               | Încărcați imagine | Raportați eroare |
| 157013.05.02                           | Situl arheologic de la Foeni-Odaia Noua / ansamblu anonim (Categorie: locuire) (Tip: așezare)                                          | sat Foeni, comuna Foeni      | Odaia Nouă                      |                           |            |                                               | Încărcați imagine | Raportați eroare |
| 157013.05.03                           | Situl arheologic de la Foeni-Odaia Noua / ansamblu anonim (Categorie: locuire) (Tip: așezare)                                          | sat Foeni, comuna Foeni      | Odaia Nouă                      |                           |            |                                               | Încărcați imagine | Raportați eroare |
| 157013.06.01                           | Situl arheologic I de la Foeni / ansamblu anonim (Categorie: descoperire funerară) (Tip: Movilă)                                       | sat Foeni, comuna Foeni      |                                 |                           |            |                                               | Încărcați imagine | Raportați eroare |
| 157013.06.02                           | Situl arheologic I de la Foeni / ansamblu anonim (Categorie: descoperire funerară) (Tip: Movilă)                                       | sat Foeni, comuna Foeni      |                                 | sec.IX-XI d.Chr.          |            |                                               | Încărcați imagine | Raportați eroare |
| 157013.07.01                           | Situl arheologic de la Foeni-Gomila / ansamblu anonim (Categorie: locuire) (Tip: Tell)                                                 | sat Foeni, comuna Foeni      | Gomila                          |                           |            |                                               | Încărcați imagine | Raportați eroare |
| 157013.07.02                           | Situl arheologic de la Foeni-Gomila / ansamblu anonim (Categorie: locuire) (Tip: Locuire)                                              | sat Foeni, comuna Foeni      | Gomila                          | sec.III-IV d.Chr.         |            |                                               | Încărcați imagine | Raportați eroare |
| 157013.07.03                           | Situl arheologic de la Foeni-Gomila / ansamblu anonim (Categorie: locuire) (Tip: Locuire)                                              | sat Foeni, comuna Foeni      | Gomila                          |                           |            |                                               | Încărcați imagine | Raportați eroare |
| 157013.08.01                           | Descoperirea funerară de epocă neprecizată de la Foeni-Gomila Mare / ansamblu anonim (Categorie: descoperire funerară) (Tip: Movilă)   | sat Foeni, comuna Foeni      | Gomila Mare                     |                           |            |                                               | Încărcați imagine | Raportați eroare |
| 157013.09.01                           | Movila I de epocă necunoscută de la Foeni / ansamblu anonim (Categorie: descoperire funerară) (Tip: Movilă)                            | sat Foeni, comuna Foeni      |                                 |                           |            |                                               | Încărcați imagine | Raportați eroare |
| 157013.10.01                           | Movila II de epocă necunoscută de la Foeni / ansamblu anonim (Categorie: descoperire funerară) (Tip: Movilă)                           | sat Foeni, comuna Foeni      |                                 |                           |            |                                               | Încărcați imagine | Raportați eroare |
| 157013.11.01                           | Movila III de epocă necunoscută de la Foeni / ansamblu anonim (Categorie: descoperire funerară) (Tip: Movilă)                          | sat Foeni, comuna Foeni      |                                 |                           |            |                                               | Încărcați imagine | Raportați eroare |
| 157013.12.01                           | Situl arheologic II de la Foeni / ansamblu anonim (Categorie: locuire) (Tip: Necropolă)                                                | sat Foeni, comuna Foeni      |                                 |                           |            |                                               | Încărcați imagine | Raportați eroare |
| 157013.12.02                           | Situl arheologic II de la Foeni / ansamblu anonim (Categorie: locuire) (Tip: așezare)                                                  | sat Foeni, comuna Foeni      |                                 |                           |            |                                               | Încărcați imagine | Raportați eroare |
| 157013.13.01                           | Descoperirea funerară de epocă medievală de la Foeni / ansamblu anonim (Categorie: descoperire funerară) (Tip: Cimitir de înhumație)   | sat Foeni, comuna Foeni      |                                 | sec.XI-XII d.Chr.         |            |                                               | Încărcați imagine | Raportați eroare |
| 159357.01.01                           | Așezarea eneolitică de la Foeni-La Bruși / ansamblu anonim (Categorie: locuire) (Tip: Locuire)                                         | sat Folea, comuna Voiteg     | La Bruși                        | Foeni                     |            |                                               | Încărcați imagine | Raportați eroare |
| 159357.02.01                           | Valul roman de la Folea-Vena Mare / ansamblu anonim (Categorie: fortificație) (Tip: Fortificație)                                      | sat Folea, comuna Voiteg     | Vena Mare                       |                           |            |                                               | Încărcați imagine | Raportați eroare |
| 159357.03.01                           | Așezarea I de epocă daco-romană de la Folea / ansamblu anonim (Categorie: locuire) (Tip: așezare)                                      | sat Folea, comuna Voiteg     |                                 | sec.II-III d.Chr.         |            |                                               | Încărcați imagine | Raportați eroare |
| 159357.04.01                           | Așezarea II de epocă daco-romană de la Folea / ansamblu anonim (Categorie: locuire) (Tip: așezare)                                     | sat Folea, comuna Voiteg     |                                 | sec.II-III d.Chr.         |            |                                               | Încărcați imagine | Raportați eroare |
| 159357.05.01                           | Așezarea de epoca migrațiilor de la Folea / ansamblu anonim (Categorie: locuire) (Tip: Locuire)                                        | sat Folea, comuna Voiteg     |                                 | sec. VII-IX d.Chr.        |            |                                               | Încărcați imagine | Raportați eroare |